# Свиридова, София Александровна
Софи́я Алекса́ндровна Свири́дова (1882 — не ранее 1928) — российская поэтесса, прозаик, переводчик-эквиритмист, музыковед, музыкальный критик.

## Биография
Родилась в Петербурге, являлась внебрачной дочерью Екатерины Алексеевны Михайловой (никаких сведений о матери не сохранилось), в 1897 году была удочерена вторым мужем матери — действительным статским советником Александром Ивановичем Свиридовым. 
Семья имела украинские корни, поддерживала связи с интеллигенцией Украины, в том числе с семьёй литераторов Ивана и Панаса Рудченко. В ранние годы издавалась в газетах Полтавы. Одна из работ была опубликована также в Киеве.
Помимо литературного творчества также являлась учёным в области истории, филологии и оккультизма, владела 15 языками.
Публиковалась под псевдонимом С. Свириденко (или Святослав Свириденко). После перехода в римско-католическую веру взяла новое имя — Жильберта.
С 1919 г.  сотрудничала во «Всемирной литературе» как переводчик. Почти все документальные свидетельства о ее жизни первых послереволюционных лет происходят из архивов Блока, сохранилось девять писем от нее к Блоку, все они написаны в 1921 г. из лечебницы для душевнобольных «на Удельной». Последнее упоминание о ней датировано маем 1928 года.

## Творчество
София Свиридова была автором книг и статей о творчестве Р. Вагнера, Р. Шумана, Ф. Листа, Й. Брамса, исторических повестей, поэтических переводов. Она сотрудничала в «Большом энциклопедическом словаре Брокгауза и Ефрона», в журналах «Русское богатство», «Мир Божий», «Родник», «Современный мир», «Солнышко», а также в «Русской музыкальной газете», газетах «Новости», «Полтавщина» и других.
Научное и художественное творчество Свириденко можно разделить на три основные тематические сферы:
1. скандинавская мифология;
2. оперная драматургия Р. Вагнера;
3. жанр немецкой романтической песни[3].

Поэма «Песнь о Сигурде» (1912, оригинальный текст, сочинённый вместо утраченного фрагмента «Старшей Эдды», издан под псевдонимом С. Свириденко) была удостоена половинной Пушкинской премии Академии наук (1915).

### Переводы
Наиболее известная и главная её переводческая работа — это первый русский перевод «Старшей Эдды» (под фамилией "Свириденко"). Первая часть этого произведения «Песни о божествах» была издана в 1917 году в издательстве М. и С. Сабашниковых. Второй том считался утерянным, однако в конце концов был найден в семейном архиве наследников Сабашниковых, и в 1990-е годы начал вводиться в научный оборот.  Полный текст двухтомный перевода, включая введение, предисловие переводчицы к русскому изданию, указатель собственных имен, был впервые опубликован в 2024 году в издательстве имени Сабашниковых. 
София Свириденко полностью перевела либретто знаменитой тетралогии Р. Вагнера «Кольцо Нибелунга» (осталось неопубликованным).
Наибольшее значение для современной концертной практики имеют сделанные Свириденко переводы текстов песен Р. Шумана, И. Брамса и Э. Грига. Они были опубликованы в дореволюционных нотных сборниках (некоторые из переводов перепечатывались также в советское время).